# Etonogestrel implantatiestaafje

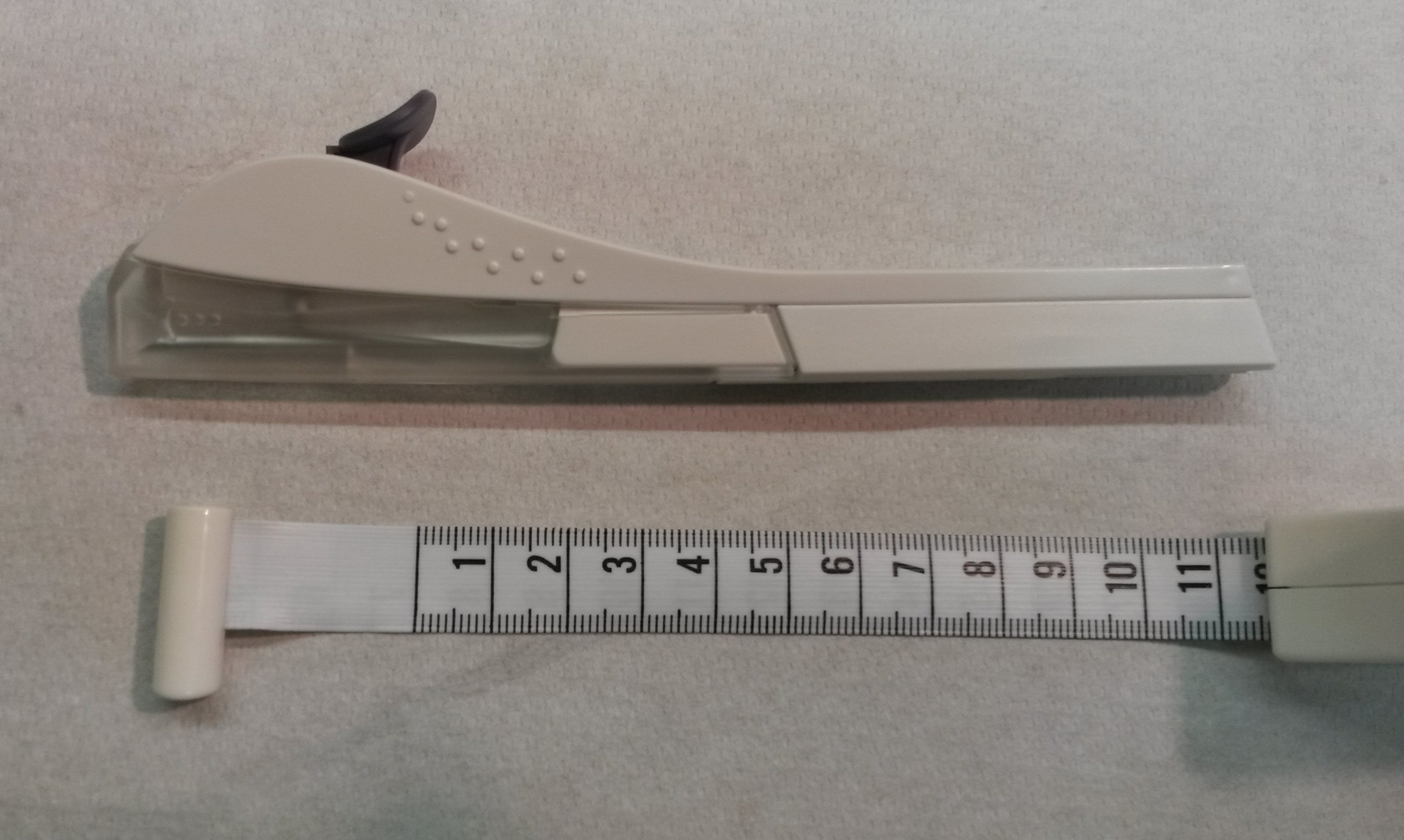
Implanon in verpakking

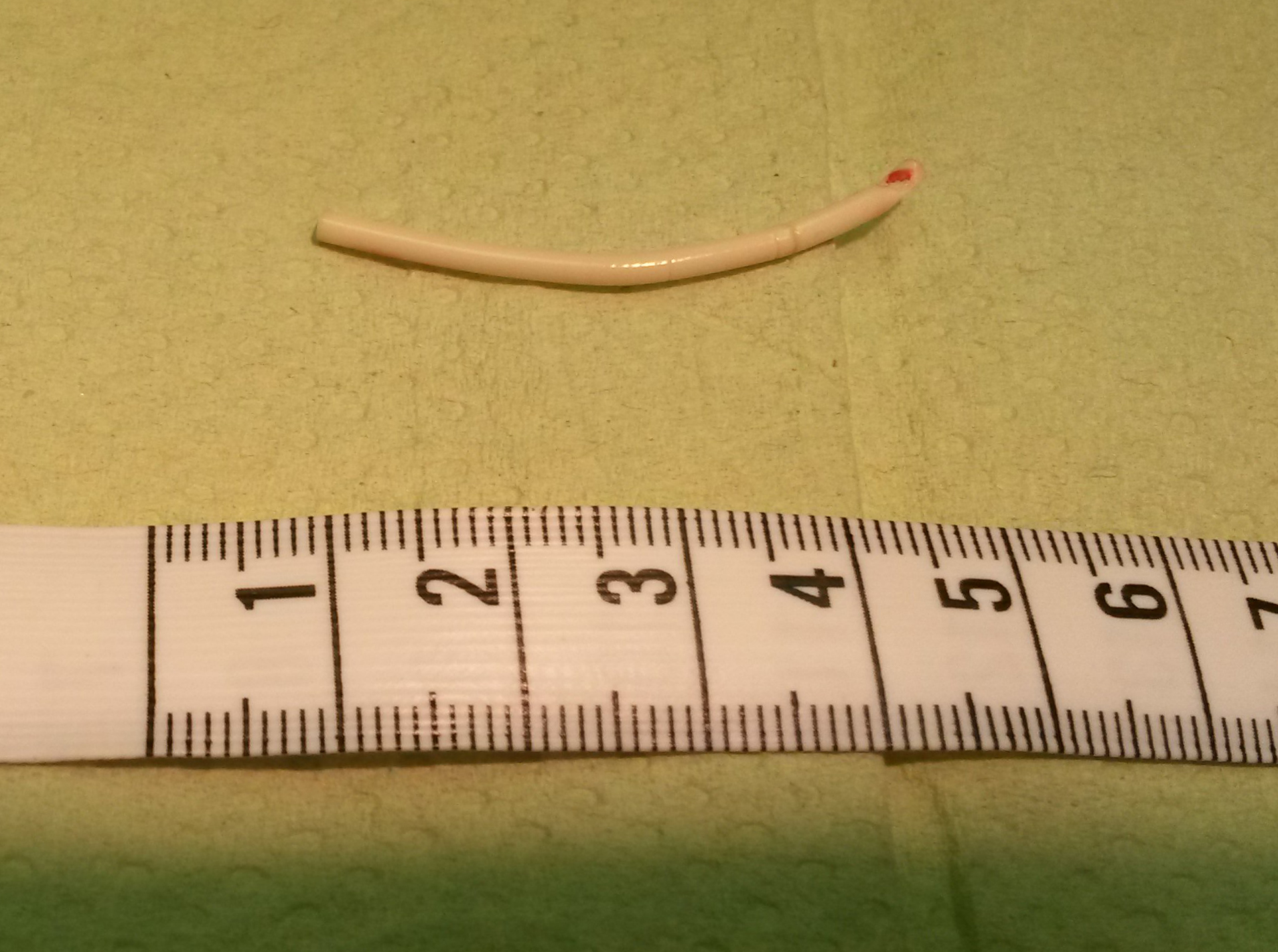
Verwijderde implanon

Het etonogestrel implantatiestaafje (ook wel bekend onder de merknaam Implanon) is een wit, buigzaam staafje van 4 centimeter lang en 2 millimeter dik, dat onderhuids ingebracht wordt aan de binnenzijde van de bovenarm van de vrouw. Het is een vorm van hormonale anticonceptie; zwangerschap wordt er door voorkomen. Inbrengen van het staafje dient door een geoefend arts te geschieden.
Deze methode en stof zijn opgenomen in de lijst van essentiële geneesmiddelen van de WHO.

## Werking
Het etonogestrel implantatiestaafje heeft een remmende werking op de eisprong; er komt geen eicel vrij tijdens de menstruatiecyclus van de vrouw. Verder zorgt het ervoor dat zaadcellen moeilijk door de slijmprop in de baarmoederhals kunnen doordringen en wordt de baarmoeder minder geschikt gemaakt voor het innestelen van de bevruchte eicel doordat het baarmoederslijmvlies verminderd groeit. Hierdoor kan de menstruatie verminderen of zelfs uitblijven.

De remming van de eisprong begint binnen een dag na inbreng van het staafje en houdt 2 tot 3 jaar aan.

## Samenstelling
Etonogestrel is de werkzame stof in het implantaat. Deze stof is een vrouwelijk progestageen hormoon, dat ongeveer dezelfde werking heeft als het natuurlijke hormoon progesteron, ook wel bekend als het zwangerschapshormoon.
Het implantatie staafje bevat 68 milligram van deze werkzame stof, waarvan dagelijks zo'n 25-45 microgram van in het lichaam terechtkomt: in week 5/6 kan dit nog 60-70 microgram zijn.

## Mogelijke bijwerkingen

### Borstkanker
Bij vrouwen die hormonale anticonceptie gebruiken wordt iets vaker borstkanker geconstateerd dan bij anderen van dezelfde leeftijd. Als vrouwen met deze vorm van anticonceptie stoppen neemt het risico weer langzaam af, na tien jaar is het hetzelfde is als voor niet-hormoongebruiksters. Borstkanker komt zelden voor beneden de 40 jaar maar het risico wordt groter bij hogere leeftijd.

### Trombose
Trombose treedt een enkele keer op in een van de diepgelegen aderen van het onderbeen (diepe veneuze trombose). Als het stolsel loslaat, kan het terechtkomen in de slagaderen van de longen en daar een bloedvat afsluiten (longembolie).

### Overige mogelijke bijwerkingen
- Onregelmatig bloedverlies of uitblijven van menstruatie
- Hoofdpijn of migraineaanvallen
- Pijnlijke, grotere of gespannen borsten
- Huidafwijkingen
- Stemmingswisselingen
- Griepachtige verschijnselen, malaise
- Vasthouden van vocht
- Blaasontsteking
- Gewichtstoename- of afname
- Maag- en darmklachten

## Producent
Implanon wordt gemaakt door Organon.